# Bhópálská katastrofa
Bhópálská katastrofa je největší známou průmyslovou havárií v dějinách, jež se udála v noci z 2. na 3. prosince 1984 v indickém městě Bhópál v chemické továrně vlastněné americkou společností Union Carbide. Během nehody uniklo do okolí továrny 42 tun methylisokyanátu (MIC) a dalších látek poškozujících lidské zdraví. Během prvních tří dnů si havárie vyžádala v Bhópálu a jeho okolí přibližně 8 000 obětí, do dnešního dne[kdy?]  se celkový počet obětí vyšplhal až k číslu přibližně 25 000 obětí. Celkový počet zasažených osob dosáhl počtu 520 000.

## Dlouhodobé zanedbávání bezpečnosti
Společnost Union Carbide provozovala již jeden závod na výrobu pesticidů v USA v Západní Virginii. Při výstavbě nové továrny v Bhópálu, jež měla původně být kopií amerického podniku, byly za účelem snížení nákladů na výstavbu provedeny určité změny, jež však měly negativní dopad na bezpečnost. Namísto nerezové oceli byla použita běžná ocel a chemikálie byly skladovány ve velkoobjemových nádržích, což umožnilo snížit celkový počet nádrží. [zdroj?] Tímto se podařilo náklady na stavbu továrny snížit o přibližně 8 milionů dolarů. Po uvedení továrny do provozu byla provedena další opatření s cílem snížit náklady: Chladicí systém, jenž držel MIC v nádrži na 0 °C byl zastaven, aby se ušetřilo cca 70 dolarů za den. Polovina lidí, kteří v továrně pracovali, byla propuštěna, což znamenalo, že o polovinu méně lidí dohlíželo na bezpečnost. [zdroj?]

## Předzvěst katastrofy
Efekt tohoto snižování nákladů se začal projevovat brzy. Mnozí pracovníci byli vystaveni nebezpečným plynům a museli být hospitalizováni. V prosinci 1981 byl jeden ze zaměstnanců vystaven jedovatému fosgenu a nehodu nepřežil. Manažeři Bhópálského závodu poslali zprávu o zranění a úmrtí pracovníků ústředí Union Carbide Corporation v Danbury v Connecticutu. V květnu 1982 poslali nejvyšší představitelé z Danbury do Bhópálu tým inženýrů, aby posoudili stav továrny. Tento tým zjistil, že existuje nejméně 30 oblastí, kde by mohlo dojít k závažné katastrofě. Jedenáct míst s nebezpečím výbuchu bylo v té části závodu, kde se vyráběl a skladoval smrtelně jedovatý MIC. Vedení společnosti nicméně nezavedlo žádná opatření a jen se ujistilo, že výsledky zprávy budou utajeny. Opakované stížnosti pracovníků o nebezpečných pracovních podmínkách byly nadále ignorovány.

## Průběh nehody

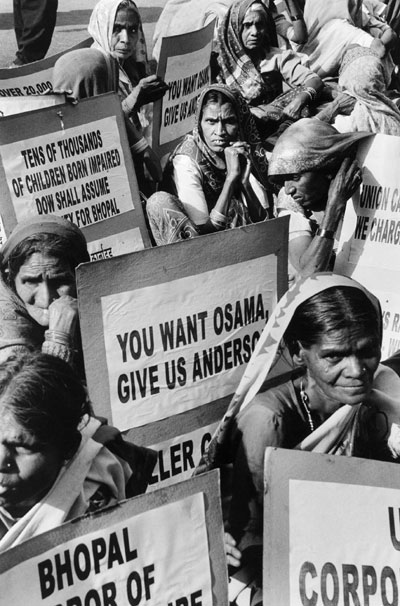
Protest obětí katastrofy

2. prosince 1984 několik pracovníků čistilo potrubí, které přivádí prudce jedovatý MIC. Čištění se provádělo pomocí proudu vody o vysokém tlaku. Kvůli špatnému stavu systému došlo k průniku vody do nádrže, voda začala reagovat s MIC, který se ohříval a tak ještě urychloval reakci. Brzy byla nádrž tak horká a přetlakovaná, že selhal ventil a cca 40 tun uniklo ven. Bylo to jen pár minut po půlnoci. MIC je za normálních podmínek těkavá kapalina. Při chemické havárii došlo k intoxikaci osob (otravě osob) především prostřednictvím par uvedené nebezpečné chemické a vysoce toxické látky. [zdroj?]
Mírný vítr foukal směrem na jih, kde bylo husté osídlení. Vedení továrny mohlo snížit počet obětí vhodným postupem: mohli spustit sirény a varovat obyvatele o úniku plynu, informovat je, aby si dali mokrý hadr přes obličej, aby se chránili, mohli jim doporučit, aby utíkali proti směru větru. Namísto toho však nehodu popíralo. Protože byla velmi chladná noc, mrak sestoupil a pohyboval se blízko u země směrem k centru města. [zdroj?]
Účinek jedu byl okamžitý a postupně zasáhl oblast o rozloze 60 km2. Jed měl za následek okamžitou smrt (či slepotu s následnou smrtí) vlivem „popálení“ tkání očí a plic. Toxické látky pronikly do krevního řečiště, kde vážně poškodily další tělesné orgány. První akutní příznaky zasažení se projevovaly zvracením, pocitem pálení očí, v nose a v krku. Následně docházelo k respiračnímu selhání, které bylo hlavní příčinou úmrtí. V některých případech vyvolal plyn silnou vnitřní sekreci způsobující zaplnění plic tekutinou. [zdroj?]
Z hlediska následků chemické havárie jsou uváděny různé údaje, údaje z příručky IAEA (International Atomic Energy Agency) TECDOC-994 z roku 1998 uvádí: 2 500 mrtvých, 50 000 zraněných a 200 000 evakuovaných osob. Zřejmě se jedná o údaje, které byly registrovány během několika prvních dnů, až týdnů po chemické havárii. Intoxikované osoby (pokud nezemřely v prvních dnech po havárii) umíraly na otravy vnitřních orgánů i mnoho let po katastrofické události. [zdroj?]
Ti, kteří přežili první zasažení toxickými parami MIC, měli nenávratně poškozené plíce, neurologické symptomy zahrnující bolesti hlavy, poruchy rovnováhy, deprese, únavu, vyčerpání, podrážděnost. Dalšími poruchami bylo poškození trávicí trubice, pohybového aparátu, rozmnožovacího a imunitního systému. Těhotným ženám byl umožněn potrat, jiným se narodily postižené děti. [zdroj?]
Někteří zasažení se zcela vyléčili, jiní si nesou  trvalé zdravotní následky a někteří s různým časovým zpožděním zemřeli. [zdroj?]
Časové zpoždění je možné stručně vysvětlit tím, že v době otravy (intoxikace) byly u zasažených osob postiženy různé tělesné orgány dávají a toto postižení mělo s různým časovým zpožděním mnohdy fatální následky. Proto organizace GreenPeace a jiné udávají celkové smrtelné ztráty až do hodnoty 8 000 obětí.  [zdroj?]

## Důsledky
Společnost Union Carbide odmítla požadavek na odškodnění obětí ve výši 220 miliónů dolarů, které v rámci předběžného vyrovnání požadovaly organizace sdružující oběti. Svůj postoj odůvodnila mimo jiné tím, že postižení obyvatelé se „na černo“ zabydleli v bezpečnostní zóně, kde nikdo bydlet nesměl, takže vina není na její straně, ale na straně poškozených, kteří riskovali na vlastní nebezpečí. Vyšetřování ovšem odhalilo trestuhodné zanedbání bezpečnosti provozu; tyto organizace později zažalovaly společnost Union Carbide a žádaly náhradu 20 miliard dolarů pro poškozené. Po pěti letech soudních tahanic se rozhodla indická vláda přistoupit na mimosoudní vyrovnání ve výši 470 miliónů dolarů. Výplata odškodného na osobu dosáhla okolo 270 až 530 dolarů (ve většině případů částka nestačila ani na uhrazení lékařské péče za pět let od katastrofy).
Společnost Union Carbide uskutečnila fúzi v roce 1999 se společností Dow Chemical (prodej firmy za 9,3 miliardy dolarů), která převzala veškeré její pohledávky vyjma odpovědnosti za katastrofu. Firma se tak stala druhou největší chemickou společností na světě.
Indická vláda prostřednictvím vojska sice v průběhu katastrofy pomáhala s evakuací obyvatel, ale poté byla ostře kritizována za to, že dovolila výstavbu tak nebezpečného závodu v hustě obydlené části země. Rovněž soudní tahanice vlekoucí se přes čtvrt století, pozdní nebo žádné kompenzace pro chudé obyvatele a neschopnost potrestat viníky vedla ke kritice úřadů a soudního systému.

## Po havárii

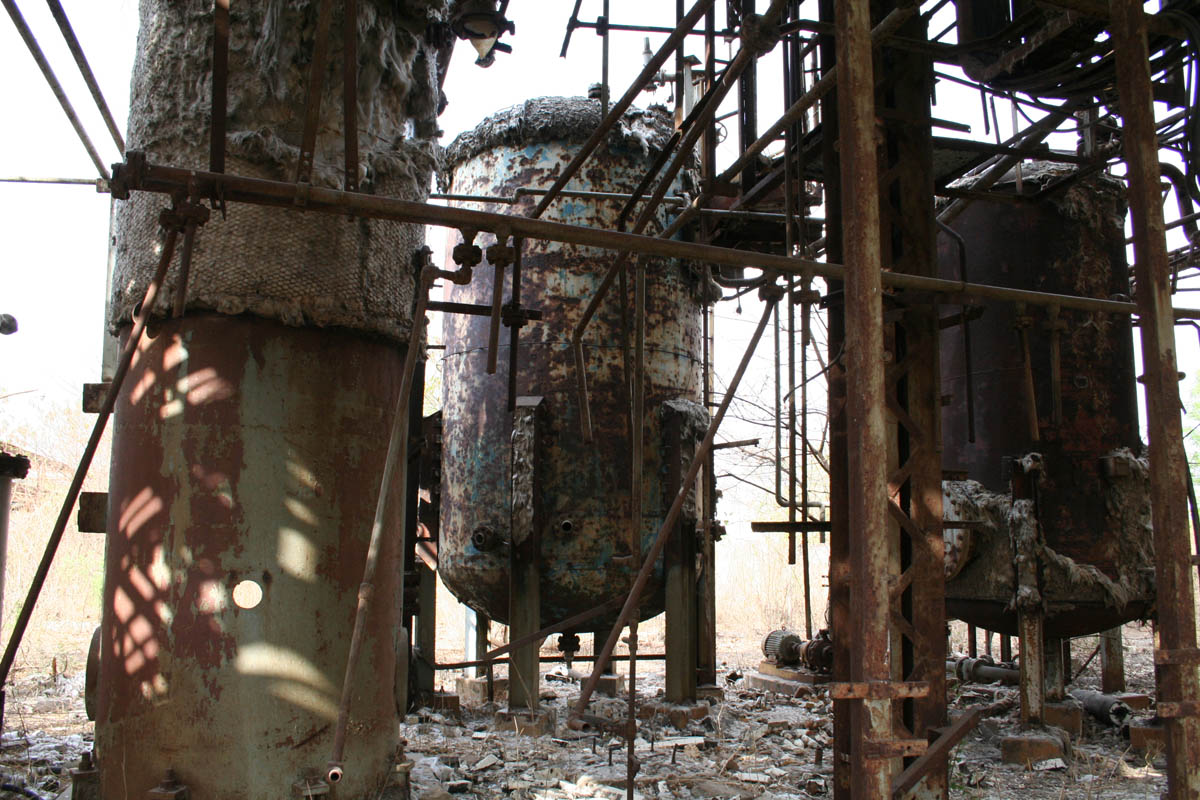
Opuštěná část chemičky Union Carbide

Chemička ihned po havárii ukončila svůj provoz. Tovární komplex byl zanechán v dezolátním stavu, zamořený jedovatými látkami, které se pomalu uvolňují do okolí, resp. do podzemní vody. V roce 1999 navštívili tovární oblast experti Greenpeace. Jejich zpráva uvádí, že celý komplex je kontaminován pesticidy, těžkými kovy a chlorovanými chemikáliemi (nalezena rtuť, olovo, nikl, měď, hexachlorcyklohexan a další). Některé měřené hodnoty až milionkrát přesahují doporučené hodnoty Světové zdravotnické organizace. [zdroj?]
Přibližně 20 000 lidí žijících v okolí chemičky pije kontaminovanou vodu, což má za následek vystavení již druhé generace obyvatel účinku toxických látek. [zdroj?]

## Soud
Indický soud shledal 7. června 2010 vinnými z podílu na katastrofě sedm manažerů společnosti Union Carbide. Nejvýše postaveným z nich byl Kešub Mahíndra, který byl v době havárie předsedou Union Carbide India Ltd., dceřiné společnosti americké firmy Union Carbide, a v době soudu manažerem přední indické firmy na výrobu traktorů a zemědělských strojů Mahindra & Mahindra. Případ se táhne přes 20 let; v roce 1987 indická Centrální kancelář pro vyšetřování obvinila 9 osob „ze zabití nerovnajícího se vraždě“, za což mohli být odsouzeni až na 10 let vězení. V roce 1996 ale indický nejvyšší soud snížil obvinění na „způsobení smrti z nedbalosti“ s maximální sazbou do dvou let odnětí svobody. Během procesu jeden ze souzených zemřel a Američan Warren Anderson, který byl v době havárie ředitel koncernu Union Carbide, se odmítl k soudu dostavit.

## Pomoc obětem
Na pomoc obětem vznikla v Bhópálu řada organizací. Nejznámější z nich je nestátní klinika Sambhavna Trust, která poskytuje zdarma lékařskou péči obětem katastrofy i jejich potomkům. V přístupu kliniky se mísí klasická medicína s tradiční ájurvédou a sociální prací. Zaměstnanci se také intenzivně věnují výzkumu vlivu jedovatých plynů na lidské zdraví.

## The Yes Men
3. prosince 2004, při výročí 20 let po katastrofě, vystoupil v televizi BBC World Andy Bichlbaum z antikonzumeristické a politicky aktivistické skupiny The Yes Men, a vydával se za Jude Finistera, mluvčího Dow Chemical, nástupce Union Carbide. V rozhovoru s BBC řekl, Dow provede likvidaci Union Carbide, z čehož si slibuje získat okolo 12 mld. dolarů, které hodlá dát na vyčištění místa katastrofy a zdravotní pomoc obětem. Tato bombastická (leč falešná) novinka způsobila celosvětovou kauzu, kdy během dvou hodin od tohoto interview o tomto kroku psala média po celém světě. Dow Chemical byla nucena vydat oznámení a říci, že likvidovat Union Carbide, čistit místo katastrofy ani pomáhat obětem nehodlá. V tu dobu také spadly její akcie – společnost přišla o 2 miliardy své hodnoty (cca 4,23 %) během 23 minut. Později, v roce 2012, bylo zjištěno z uniklých e-mailů, že Dow Chemical si najala zpravodajskou firmu Stratfor, aby aktivity skupiny The Yes Men monitorovala.